# Gonomyia subremota
Gonomyia subremota är en tvåvingeart som beskrevs av Alexander 1938. Gonomyia subremota ingår i släktet Gonomyia och familjen småharkrankar. Inga underarter finns listade i Catalogue of Life.